# Аль-Готани, Яхья
Яхья аль-Готани (араб. يحيى الغوطاني‎) — сирийский тхэквондист. В мае 2024 года был включён в список спортсменов сборной беженцев для участия в летних Олимпийских играх в Париже; позднее был выбран одним из её знаменосцев на церемонии открытия Игр (вместе с Синди Нгамба).

## Биография
Яхья аль-Готани родился в Сирии и был старшим из семи детей в семье. Когда ему было семь лет, в стране началась гражданская война, вследствие чего его семья была вынуждена бежать в Иорданию, где обосновалась в лагере беженцев Азрак. В 2016 году 12-летний Яхья случайно узнал о тхэквондо: друг сообщил ему о курсах, проводимых неподалёку Гуманитарным фондом тхэквондо.
Уже в течение пяти лет после того, как Яхья начал заниматься тхэквондо, он получил чёрный пояс второго дана, что обычно занимает от семи лет тренировок. Благодаря Всемирной федерации тхэквондо он получил возможность участвовать в международных турнирах. Так, в 2023 году он принял участие в чемпионате мира по тхэквондо в категории до 63 кг. На спортивном фестивале «Надежда и мечты», организованном Всемирной федерацией и Гуманитарным фондом тхэквондо в 2024 году, аль-Готани прошёл отбор на летние Олимпийские игры 2024 для выступления в категории до 68 кг от сборной беженцев. В рамках подготовки к Олимпиаде сириец тренировался с иорданскими тхэквондистами под руководством тренера Фариса аль-Ассафа, чей воспитанник Ахмад Абугауш в 2016 году завоевал первую в истории олимпийскую медаль для Иордании.
В июле 2024 года аль-Готани в паре с боксёршей Синди Нгамба был выбран знаменосцем сборной беженцев на церемонии открытия Олимпийских игр. В возрасте 19 лет он стал одним из самых молодых олимпийских знаменосцев в истории.